# سازمان تنظیم مقررات و ارتباطات رادیویی
سازمان تنظیم مقررات و ارتباطات رادیویی، با استناد به ماده ۷ قانون وظایف و اختیارات وزارت ارتباطات و فناوری اطلاعات مصوب ۱۳۸۲ مجلس شورای اسلامی از تجمیع معاونت امور مخابراتی وزارت ارتباطات و فناوری اطلاعات و اداره کل ارتباطات رادیویی، به منظور ایفای وظایف و اختیارات حاکمیتی، نظارتی و اجرایی در بخش تنظیم مقررات و ارتباطات رادیویی وابسته به وزارت ارتباطات و فناوری اطلاعات تأسیس شده است. این سازمان پس از شرکت ملی نفت ایران و سازمان امور مالیاتی کشور یکی از پر درآمدترین سازمان‌های دولتی در کشور بوده و معمولاً چهارمین واریز کننده به خزانه کشور می‌باشد به طوری که در بودجه‌های سالیانه معمولاً درصد بالایی از درآمدهای وزارت ارتباطات و فناوری اطلاعات از طریق این سازمان حاصل می‌شود. این سازمان می‌بایست یک نهاد مستقل قانونگذار و نظارتی باشد که نقش آن رقابتی کردن بازار ارائه خدمات مخابراتی و بالا رفتن کیفیت خدمات آنهاست. میزان اهمیت و نقش بسزای این نهاد در رونق بخش خصوصی از وظایفی که برمبنای اساسنامه بر عهده آن گذاشته شده است مشخص می‌باشد.
سازمان تنظیم مقررات و ارتباطات رادیویی به منظور اجرای مصوبات کمیسیون تنظیم مقررات ارتباطات و تحقق اهداف و ایفای وظایف مورد نظر در بخش ارتباطات رادیویی تأسیس شده و رئیس این سازمان معاون وزیر است.
بدنه این سازمان از سه معاونت نظارت و اعمال مقررات، بررسی‌های فنی و صدور پروانه و توسعه مدیریت و امور منابع و تعداد نه اداره کل منطقه شمال (استان‌های تهران، البرز، مازندران، سمنان)، اداره کل منطقه شمال غرب (استان‌های قزوین، زنجان، گیلان)، اداره کل منطقه شمال شرق (استان‌های خراسان رضوی، خراسان شمالی، خراسان جنوبی، گلستان)، اداره کل منطقه آذر (استان‌های آذربایجان شرقی، آذربایجان غربی، اردبیل)، اداره کل منطقه مرکزی (استان‌های اصفهان، یزد، مرکزی، قم، چهارمحال و بختیاری)، اداره کل منطقه جنوب غرب (استان‌های خوزستان، لرستان، ایلام)، اداره کل منطقه جنوب (استان‌های فارس، بوشهر، کهگیلویه و بویراحمد)، اداره کل منطقه جنوب شرق (استان‌های هرمزگان، کرمان، سیستان و بلوچستان) و اداره کل منطقه غرب (استان‌های همدان، کردستان، کرمانشاه) و دفاتر ستادی تشکیل یافته است.
درصورتیکه مشترکی پیامک انبوه ارسال کند، پیامک خروجی او قطع شده و می‌بایست با این سازمان در ارتباط باشد.

## پیشینه
پیش از تأسیس سازمان تنظیم مقررات و ارتباطات رادیویی، نظارت بر باندهای فرکانسی ارسالی به شیوه امروزی وجود نداشت و دستگاه‌های مختلف مانند سازمان رادیو تلویزیون ملی ایران یا امواج رادیوتله تایپ هواپیمایی با علم خودشان و برای عدم تداخل برنامه‌ریزی می‌کردند. مرکز هماهنگی‌های ارتباطات رادیویی نیز به شرکت تلفن وقت بر می‌گردد که عین‌الله محمودی همدانی، پدر صنعت مخابرات ایران، گسترش مخابرات به شیوه نوین را در ایران آغاز نمود.

## مأموریت سازمانی
طبق مفاد ماده ۳ و ۷ قانون تشکیل وزارت ارتباطات و ماده یک اساس‌نامه این سازمان، مهم‌ترین هدف و مأموریت سازمانی این سازمان کمک به تحقق سیاست‌های کلی اصل چهل و چهارم قانون اساسی جمهوری اسلامی ایران در واگذاری اجرا و تصدی گری به بخش خصوصی و تمرکز دولت بر سیاست گذاری و هدایت کلی است.

## فعالیت‌ها و وظایف سازمان تنظیم مقررات و ارتباطات رادیویی
فعالیت‌های سازمان تنظیم مقررات در دو حوزه کلی نظارت بر فعالیت‌های پستی و فعالیت‌های فناوری اطلاعات و ارتباطات قابل تقسیم هستند. این سازمان با ایفای نقش به‌عنوان بازوی نظارتی و اجرایی وزارت ارتباطات، تلاش می‌کند تا فضای رقابتی سالم در ارائه خدمات ارتباطی و فناوری اطلاعات ایجاد کرده و به بهبود عملکرد این بخش‌ها کمک کند. در هر دو حوزه اقدامات سازمان بر اساس اساس‌نامه مصوب سازمان در ۹ محور کلی قابل بررسی است. 
1. نظارت و اعمال مقررات (بندهای ۳، ۶، ۷، ۸ و ۹ و ۱۰ از ماده ۶ اساس‌نامه)
2. مسئولیت دبیرخانه کمیسیون تنظیم مقررات (بندهای ۴، ۷، ۸ و ۹ از ماده ۶ اساس‌نامه)
3. بررسی‌های فنی و صدور پروانه (بند ۱ ماده ۶)
4. وصول مبالغ حق امتیاز (بند ۵ ماده ۶)
5. تهیه و پیشنهاد تعرفه (بند ۴ و جزو الف از بند ۹ ماده ۶)
6. استانداردها (بند ۲)
7. حضور در انجمن‌ها و اتحادیه‌های بین‌المللی (بند ۱۵)
8. تهیه و انتشار گزارش‌های دوره ای (بند ۱۲ از ماده ۶)
9. حمایت از صاحبان صنایع، انجمن‌ها و اتحادیه‌های داخلی (بند ۱۳ از ماده ۶)

## استقلال سازمان
سازمان تنظیم مقررات و ارتباطات رادیویی با وجود ماموریت‌های فرادولتی که دارد اما زیرمجموعه وزارت ارتباطات و فناوری اطلاعات است. این موضوع همواره زمینه‌ساز تلاش‌هایی برای جدایی این سازمان از دولت بوده است. مطابق گزارش مرکز پژوهش‌های مجلس با استناد به گزارش اتحادیه بین‌المللی مخابرات، ۱۱۵ کشور دارای رگولاتور مستقل، و ۳۳ کشور هم وابسته که ایران جزو این ۳۳ کشور محاسبه شده است. موافقان و طراحان استقلال این سازمان معتقدند این زیرمجموعه وزارت ارتباطات، جایگاهی حاکمیتی و فرادولتی دارد که نمی‌بایست درون دولت باشد و باید به بخشی از نهادهای فراقوه‌ای منتقل شود.

## رؤسای سازمان
- مسعود داوری‌نژاد
- معصوم فردیس
- محمود خسروی
- محمد کرم‌پور
- محمدعلی فرقانی
- علی‌اصغر عمیدیان
- حسین فلاح جوشقانی
- صادق عباسی شاهکوه
- سید محمدامین آقامیری
- امیر محمدزاده لاجوردی
- حمید فتاحی[۶]

## معاونت‌ها
این سازمان دارای چهار معاونت است.
- معاونت توسعه مدیریت و امور منابع
- معاون امور رادیویی
- معاون امور پستی، ارتباطی و فناوری اطلاعات
- معاون راهبردی و توسعه بازار